# Tłumik interferencyjny
Tłumik interferencyjny – część układu wydechowego silnika spalinowego. 
Działa na zasadzie zjawiska wzajemnego wygaszania się dwóch fal dźwiękowych o tej samej częstotliwości, jeśli nakładają się na siebie i są przesunięte w fazie o połowę długości fali. Interferencja może być osiągnięta przez rozwidlenie głównego przewodu wylotowego na dwa lub trzy przewody o różnej długości, a następne ich połączenie. Rozdzielony strumień, który płynie drogami o różnych długościach, do końcowej wspólnej komory dociera w różnych fazach pulsacji. Zakres stosowania tłumików interferencyjnych jest ograniczony ze względu na konieczność dokładnego określenia fazy, co jest możliwe jedynie przy stałej prędkości obrotowej silnika.